# Palacio Ariani
El palacio Ariani, también llamado palacio Ariani Minotto Cicogna, es un edificio notable italiano situado en el sestiere de Dorsoduro de Venecia, frente a la iglesia de San Rafael Arcángel y en las inmediaciones de la iglesia de San Sebastián. Se encuentra próximo al puente del Soccorso, que lo une a Ca' Zenobio degli Armeni.

## Historia
Se trata de una edificación del siglo XIII, si bien de origen anterior,  datado posiblemente en el año 845.
El palacio fue morada de la familia noble veneciana Arian; posteriormente, fue propiedad de la familia Pasqualigo y, después de pasar por diferentes manos, lo adquirió Lucia Cicogna, religiosa que transformó la residencia en colegio.
A partir de 1870, el edificio fue propiedad del ayuntamiento de Venecia y después de la provincia de Venecia.
En 2022 es sede del Instituto Técnico "Vendramin Corner".

## Descripción
El palacio consta de tres plantas y constituye uno de los ejemplos más antiguos de gótico veneciano. La fachada posee una notable composición con una polífora o ventana múltiple situada en la planta noble, acompañada de dos grandes ventanales góticos con balaustre. El gran ventanal se desmanteló y se reconstruyó completamente en el siglo XIX. En la planta inferior se repite el esquema, si bien con pretensiones más modestas.
Es de destacar el patio anejo al edificio, en parte oculto por el muro de la casa,  en el lado izquierdo de la fachada, desde cuya escalinata, sostenida por arcos de medio punto, también restaurada en el XIX,  se accede a las plantas superiores.